# De Blijnse
De Blijnse (Fries: De Blynse) is een buurtschap in de gemeente Harlingen, in de Nederlandse provincie Friesland. De plaats ligt ten noorden van Harlingen in het dorpsgebied van Midlum, direct ten oosten van de industriehaven van Harlingen, op de splitsing van de Haulewei en de Blynsewei.
Een bushalte aan de de Haulewei heeft de naam De Blijnse. Langs De Blijnse ligt de Sexbierumervaart.

## Geschiedenis
De Blijnse is vermoedelijk ontstaan bij het gelijknamige water, later de Sexbierumervaart. In de 16e eeuw werd de plaatsnaam aangeduid als Blincxe. Waarschijnlijk betekent de naam het schitteren, blinken van het water of het slik. Vanuit de naam blinkinge zou Blinxe dan kunnen zijn ontstaan.
In de 17e eeuw spreekt men van Blyntse en Blynse. In de boedelinventaris, op gemaakt op 6 december 1609, van wijlen Aaltje Reiners weduwe van Allert Jacobs medeburgemeester te Harlingen, is genoteerd "Een coopbrieff bij Fonger Siercx tot Amsterdam aen Allert Jacobs cum uxore gepasseert van ontrent ses pondemate lants leggende in Harlingen wtbuiren te Almenum bij de Bloedige Blints genaemt Sinte Michiels velt, de dato den 6 februari Anno 1596".
De brug over de vaart werd in 1700 vermeld als Bloedige Blynse Pyp. In de 20ste eeuw werd dit Blynsetille. De toevoeging bloedige zou duiden op een lastig te passeren brug zou zijn geweest. Volgens volksverhaal zou de naam afkomstig zijn van een bloedige veldslag  tussen Schieringers en Vetkopers in de late middeleeuwen.
Vanaf 2000 werd De Blijnse niet meer vermeld op de Kadasterkaart. De Nieuwe encyclopedie van Fryslân uit 2016 vermeldde De Blijnse als een van de buurtschappen van Harlingen.
Stad en dorpen: Harlingen · Midlum · Wijnaldum

Buurtschappen: Atjetille ·De Blijnse · IJslumburen · Kiesterzijl (klein deel) · Koetille · Koningsbuurt · Roptazijl (deels) · Saltryp · Voorrijp

Voormalige buurtschappen: Almenum · Luidum · Ungabuurt

Friesland: Steden en dorpen      Nederland: Provincies · Gemeenten